# Henri IV et le Bûcheron
Pour plus de détails, voir Fiche technique et Distribution.
Henri IV et le Bûcheron est un film français réalisé par Georges Denola, sorti en 1911.

## Fiche technique
- Titre : Henri IV et le Bûcheron
- Réalisation : Georges Denola
- Scénario :
- Photographie :
- Montage :
- Producteur :
- Société de production : Pathé Frères
- Société de distribution :  Pathé Frères | General Film Company (USA)
- Pays de production :  France
- Langue : film muet avec les intertitres en français
- Format : Noir et blanc — 35 mm — 1,33:1 — Muet
- Genre : Comédie
- Métrage : 245 mètres, dont 213 en couleurs
- Durée : 8 minutes
- Dates de sortie :
  - France : 3 novembre 1911
  - États-Unis : 10 mai 1912

## Distribution
- Camille Dumény
- Jeanne Bérangère
- Jean Jacquinet